# Leung Ting

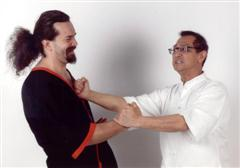
Leung Ting

Leung Ting (Hong Kong, 28 febbraio 1947) è un artista marziale cinese di wing chun.

## Biografia
Leung Ting è un maestro di wing chun che iniziò la pratica con Leung Sheung, primo allievo di Yip Man a Hong Kong, per poi continuare con suo zio. Alla morte di quest'ultimo, nel 1972, cominciò ad insegnare wing chun nel Baptist College di Hong Kong, dove lui stesso era studente di anglistica e sinologia. Fino a quel momento il wing chun non aveva avuto larga diffusione, bensì era stato insegnato solo nell'ambito di ristrette cerchie familiari e in pochissime scuole di massa. Nel 1975 fu invitato per la prima volta in Europa da Keith R. Kernspecht, che divenne suo allievo, fondando così la federazione EWTO e registrando il marchio  Wing Tsun. Da allora il loro wing chun, si è diffuso dapprima in Germania, poi nel resto d'Europa e in America.
Leung Ting continua a insegnare nel suo quartier generale a Hong Kong, e varie volte l'anno compie viaggi in Europa e negli Stati Uniti. Presiede la International Wing Tsun Association (IWTA), cui afferiscono varie organizzazioni europee.
Leung Ting è attivo anche nell'industria cinematografica, come istruttore e coordinatore di stunt men.
Il 20 novembre 2009, Leung Ting viene condannato a due mesi di prigione per aver aggredito fisicamente la sua amante. Regina Lip Sik-ying dichiarò che Leung Ting la spinse per terra, le sbatté la testa per terra, colpendola con un calcio nello stomaco per poi afferrarla per il collo. Leung dichiarò invece che Lip cadde per terra sbattendo la testa dopo che lui la trascinò via dalla finestra da cui aveva minacciato di suicidarsi. Il 29 aprile 2010 Leung venne dichiarato innocente.

## Curiosità
Fu maestro di Wing Chun di Jackie Chan.